# Lễ Tuyền
Lễ Tuyền (tiếng Trung: 禮泉縣, Hán Việt: Lễ Tuyền huyện, tên cũ là Lễ Tuyền (醴泉), năm 1964 đổi tên như ngày nay) là một huyện thuộc địa cấp thị Hàm Dương, tỉnh Thiểm Tây, Cộng hòa Nhân dân Trung Hoa. Huyện này được chia thành các đơn vị hành chính gồm 11 trấn, 4 hương. Hán Tuyên Đế đã cho xây một cung điện ở đây gọi là Lễ Tuyền Cung (醴泉宫).